# Love Me or Hate Me
"Love Me or Hate Me" (lub "Love Me or Hate Me (Fuck You!!!!)") – electro-grime'owa kompozycja autorstwa Louise Harman i Lukasza Gottwalda zrealizowana na pierwszy studyjny album angielskiej raperki Lady Sovereign zatytułowany Public Warning. Utwór został wydany jako czwarty singel promujący ową płytę oraz szósty w całej dotychczasowej karierze artystki.
Wideoklip do "Love Me or Hate Me" stał się pierwszym w historii klipem brytyjskiego rapera, który objął szczyt notowania programu MTV Total Request Live. W swoim zestawieniu największych przebojów roku 2006 magazyn Blender przypisał piosence pozycję #32. Singiel "Love me or Hate Me" jest jednym z najbardziej sławnych singli artystki. Użyto go w grze komputerowej Need for Speed Carbon.

## Teledysk
Nakręcony do utworu wideoklip odnotował swoją premierę w ostatnim tygodniu września 2006 r. W teledysku Lady Sovereign rapuje na tle zrealizowanych komputerowo bloków przywodzących na myśl kultową grę Tetris.

## Listy utworów i formaty singla
British Compact Disc
1. "Love Me or Hate Me"
2. "Love Me or Hate Me" (featuring Missy Elliott)
3. "Love Me or Hate Me (Jason Nevins Remix)"

British vinyl
1. "Love Me or Hate Me (Album Version)"
2. "Love Me or Hate Me (Album Version)" (featuring Missy Elliott)
3. "Love Me or Hate Me" (Jason Nevins Remix)
4. "Love Me or Hate Me (Instrumental)"

British Compact Disc
1. "Love Me or Hate Me"
2. "Love Me or Hate Me" (featuring Missy Elliott)
3. "Love Me or Hate Me" (wideoklip)

Australian Compact Disc
1. "Love Me or Hate Me (Clean)" − 3:33
2. "Love Me or Hate Me (Missy Elliott Remix)" − 3:39

## Pozycje na listach przebojów
| Notowanie (2006/2007)              | Najwyższa pozycja |
| ---------------------------------- | ----------------- |
| Australian Singles Chart           | 48                |
| Czech Singles Chart                | 50                |
| Finnish Singles Chart              | 10                |
| German Singles Chart               | 65                |
| Lebanese Singles Chart             | 48                |
| UK Singles Chart                   | 26                |
| U.S. Billboard Hot 100             | 45                |
| U.S. Billboard Pop 100             | 41                |
| U.S. Billboard Pop 100 Airplay     | 50                |
| U.S. Billboard Hot Dance Club Play | 1                 |
| U.S. Billboard Hot Digital Songs   | 27                |
| Notowanie (2010)                   | Najwyższa pozycja |
| UK R&B Chart                       | 40                |